# Kalenić klooster

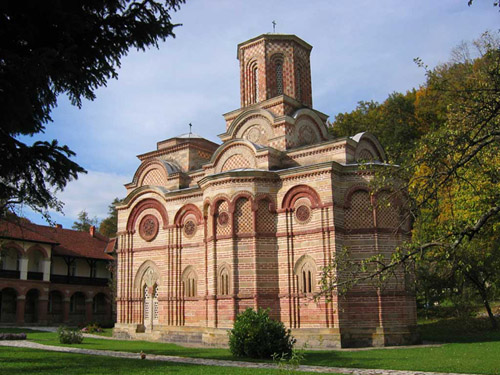
Kalenić klooster

Het Kalenić-klooster (Servisch: Манастир Каленић) is een Servisch-orthodox klooster in de buurt van Kragujevac, Servië. Het werd gebouwd door protodaviar Bogdan in de vroege 15de eeuw (1407-1413). Het klooster is een schoolvoorbeeld van de Morava-school van de Servisch-Byzantijnse kunst.